# 7e conseil des ministres du Canada

Le 7e conseil des ministres du Canada fut formé du cabinet durant le gouvernement de Charles Tupper. Ce conseil fut en place du 1er mai 1896 au 8 juillet 1896, soit après la 7e législature. Ce gouvernement, qui n'eut jamais à débattre au parlement, fut formée par l'ancien Parti conservateur du Canada.

## Conseils des ministres et membre du cabinet
- Premier ministre du Canada

1. 1896-1896 Charles Tupper

- Surintendant général des Affaires indiennes

1. 1896-1896 Hugh John Macdonald

- Ministre de l'Agriculture

1. 1896-1896 Walter Humphries Montague

- Ministre des Chemins de fer et Canaux

1. 1896-1896 John Graham Haggart

- Ministre du Commerce

1. 1896-1896 William Bullock Ives

- Président du Conseil privé

1. 1896-1896 Auguste-Réal Angers (Sénateur)

- Ministre des Douanes

1. 1896-1896 John Fisher Wood

- Ministre des Finances et Receveur général

1. 1896-1896 George Eulas Foster

- Ministre de l'Intérieur

1. 1896-1896 Hugh John Macdonald

- Ministre de la Justice et procureur général du Canada

1. 1896-1896 Arthur Rupert Dickey

- Ministre de la Marine et des Pêcheries

1. 1896-1896 John Costigan

- Ministre de la Milice et de la Défense

1. 1896-1896 David Tisdale

- Ministre des Postes

1. 1896-1896 Louis-Olivier Taillon

- Ministre sans portefeuille

1. 1896-1896 Donald Ferguson (Sénateur)
2. 1896-1896 John Jones Ross (Sénateur)
3. 1896-1896 Frank Smith (Sénateur)

- Ministre du Revenu intérieur

1. 1896-1896 Edward Gawler Prior

- Secrétaire d'État du Canada

1. 1896-1896 Charles Hibbert Tupper

- Ministre des Travaux publics

1. 1896-1896 Alphonse Desjardins (Sénateur)

## Non-membres du Cabinet
- Solliciteur général du Canada

1. 1896-1896 Charles Hibbert Tupper